# 베스프렘

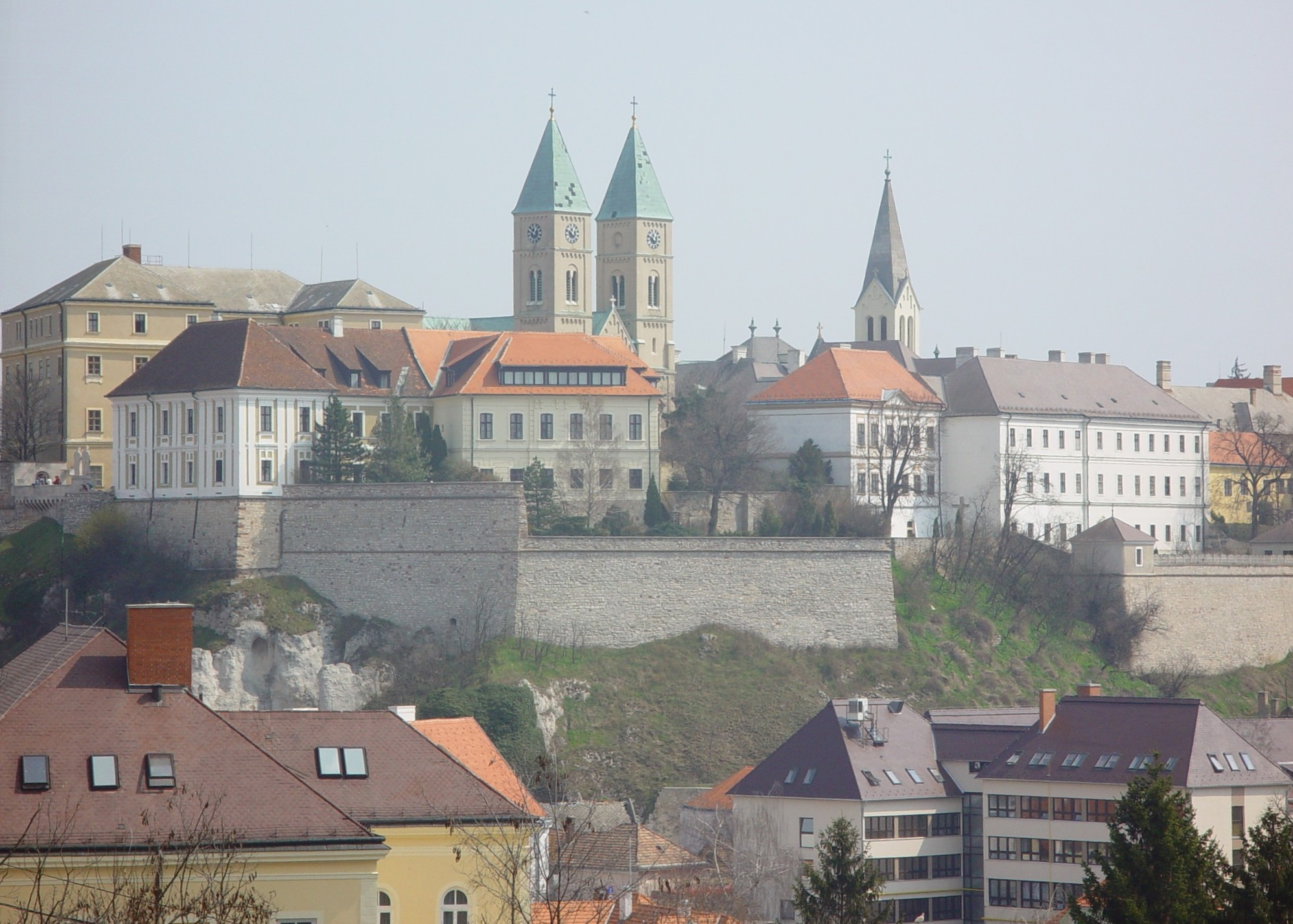
베스프렘 성

베스프렘(헝가리어: Veszprém, 독일어: Weißbrunn, 크로아티아어: Vesprim, Besprim, 슬로바키아어: Vesprím, 세르비아어: Vesprim 또는 Весприм)은 헝가리의 도시로, 베스프렘 주의 주도이며 면적은 126.93km2, 인구는 64,339명(2011년 기준), 인구 밀도는 480명/km2이다. 벌러톤호에서 북쪽으로 15km 정도 떨어진 곳에 위치한다.

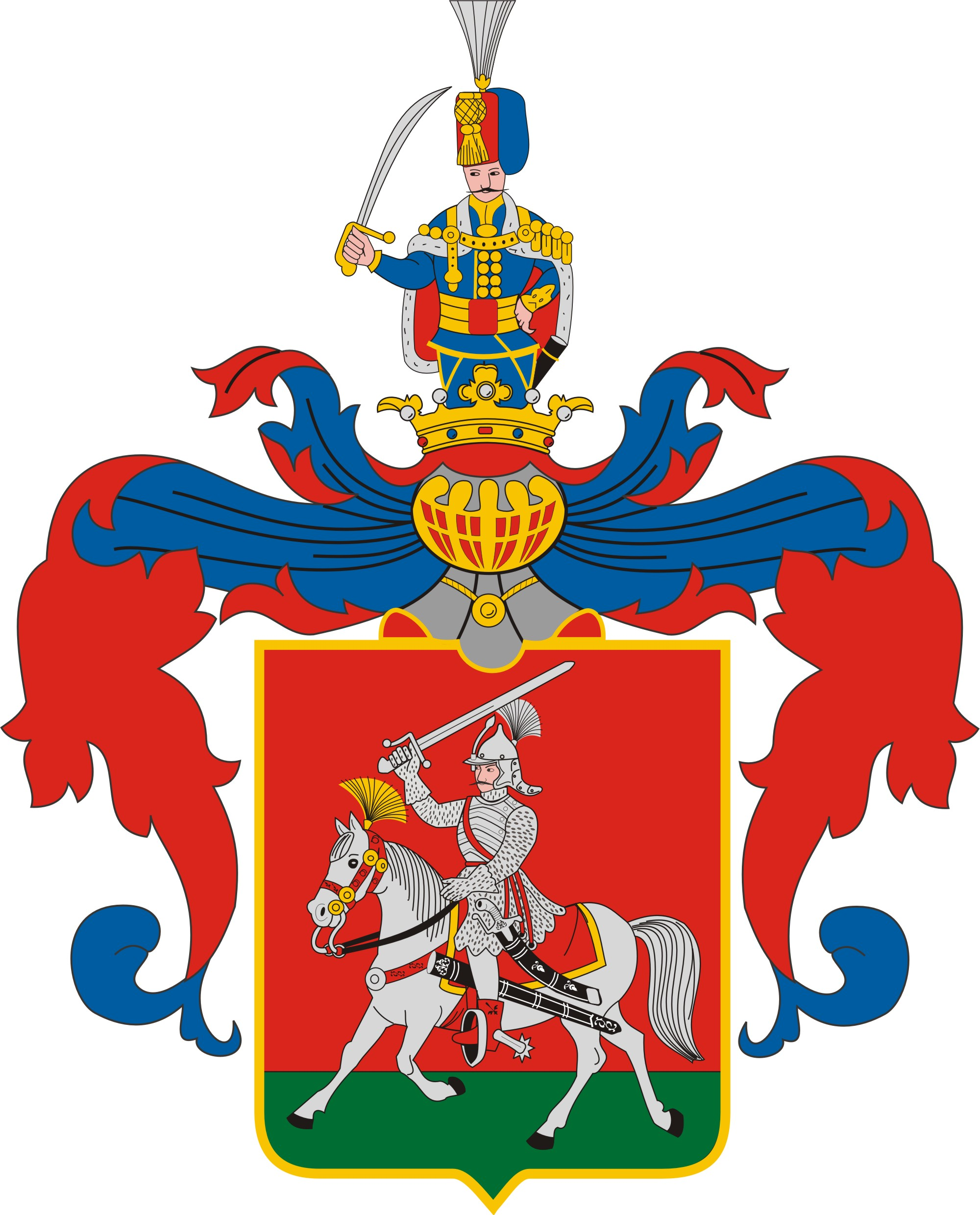
시 문장

## 인구
민족 (2001년 인구 조사 기준):
- 헝가리인: 94.7%
- 독일인: 1.7%
- 그 외의 민족: 1%
- 무응답: 2.6%

종교 (2001년 인구 조사 기준):
- 로마 가톨릭 교회: 57%
- 칼뱅주의: 9.7%
- 루터교: 3%
- 그 외의 종교: 1.3%
- 무신론: 19%
- 무응답: 10% (주로 무신론)

| 연도 | 인구   | ±%     |
| ---- | ------ | ------ |
| 1870 | 14,279 | —      |
| 1880 | 14,726 | +3.1%  |
| 1890 | 14,807 | +0.6%  |
| 1900 | 16,223 | +9.6%  |
| 1910 | 16,864 | +4.0%  |
| 1920 | 17,513 | +3.8%  |
| 1930 | 19,991 | +14.1% |
| 1941 | 24,025 | +20.2% |
| 1949 | 20,682 | −13.9% |
| 1960 | 28,222 | +36.5% |
| 1970 | 40,415 | +43.2% |
| 1980 | 57,249 | +41.7% |
| 1990 | 63,867 | +11.6% |
| 2001 | 62,851 | −1.6%  |
| 2011 | 61,721 | −1.8%  |
| 2019 | 59,738 | −3.2%  |

## 자매 도시
- 독일 보트로프
- 덴마크 글라드삭세 시
- 벨기에 오티니루뱅라뇌브
- 독일 파사우
- 핀란드 로바니에미
- 루마니아 스픈투게오르게
- 에스토니아 타르투
- 이스라엘 티라트카르멜
- 체코 잠베르크
- 러시아 쿠르스크
- 불가리아 하스코보